# Spider-Man (komiks TM-semic)
Spider-man (pol. człowiek pająk) – był polską wersją popularnego w Stanach Zjednoczonych komiksu o przygodach superbohatera Spider-Mana, wydawaną przez wydawnictwo TM-Semic w latach 1990–2002.

## Spis zeszytów i epizodów

### 1990

#### 1/90 (czerwiec 1990)
- Człowiek-pająk: Wróg publiczny?
- Niełatwo być Spiderem
- Mały wielbiciel Spider-Mana

#### 2/90
- Nikt nie zatrzyma Władcy Murów!!!
- Schwytać Władcę Murów!!!

#### 3/90
- Powrót zła
- Diabelski Troll znów się odgraża!
- Marzenia super-bohatera

#### 4/90
- Konfrontacje
- Marzenia na jawie

#### 5/90
- Tylko śmierć nas rozłączy
- Cztery skrzydlate potwory

#### 6/90
- Lepszy wróbel w garści... niż czterech za plecami
- Człowiek Pająk na przedmieściach

### 1991

#### 1/91
- W górę!* Super BUM! ( sc:David Micheline rys: Todd McFarlane, Bob McLeod)

#### 2/91
- Witamy na weselu Spidera!* ( sc:David Micheline rys: Todd McFarlane, Bob McLeod)

#### 3/91
- Chance *  ( sc:David Micheline rys: Todd McFarlane, Bob McLeod)

#### 4/91
- Jad (sc: David Micheline, rys: Todd McFarlane)
- Niesamowity zmysł pająka

#### 5/91
- Wyzwanie dla Sable (sc: David Micheline, rys: Todd McFarlane)
- (Środkowo) amerykański got(yk)! (sc: David Micheline, rys: Todd McFarlane)

#### 6/91
- Reszta dla policji (sc: David Micheline, rys: Todd McFarlane)
- Życie po... życiu? (sc: David Micheline, rys: Todd McFarlane)

#### 7/91
- Kalifornijska intryga (sc: David Micheline, rys: Todd McFarlane)
- Pech ciągnie na zachód (sc: David Micheline, rys: Todd McFarlane)

#### 8/91
- Humbug (sc: David Micheline, rys: Todd McFarlane)
- Złodziej, który ukradł sam siebie (sc: David Micheline, rys: Todd McFarlane)

#### 9/91
- Strach (sc: David Micheline, rys: Todd McFarlane)
- Pan Styx i Pan Stone (sc: David Micheline, rys: Todd McFarlane)

#### 10/91
- Moc Dzierzby (sc: David Micheline, rys: Todd McFarlane)
- Tajemnice śmierci (sc: David Micheline, rys: Todd McFarlane)

#### 11/91
- Wojna Goblinów (sc: David Micheline, rys: Todd McFarlane)
- Spadający (sc: Glen A. Herding, rys: A. McDaniel, Chris Ivy)

#### 12/91
- Bezdomni na Forest Hills (sc: David Micheline, rys: Todd McFarlane)
- Sprawa życia i długu (sc: David Micheline, rys: Todd McFarlane)

### 1992

#### 1/92
- Zimny TRUP
- Pojedynek na plaży

#### 2/92
- Użądlić partnera
- Fatalny ogon Scorpiona

#### 3/92
- Wymuszona pomoc
- Podziemna wojna

#### 4/92
- Ceremonia
- Napastnicy

#### 5/92
- To był dzień
- Finał w czerwieni

#### 6/92
- Akty Zemsty: Nadzwyczajna moc
- Nadzwyczajna moc cz. 2
- Niezwykłe atrakcje

#### 7/92
- Akty Zemsty: Gambit Shaw
- Ofiara mocy

#### 8/92
- Próba ognia
- Okrutna próba sił
- Spidey vs. J.J.J

#### 9/92
- Narkotykowy pościg
- Państwo śmierci

#### 10/92
- Niedziela w parku z Venomem
- Podejść zwierza

#### 11/92
- Powrót Sinster Six: Sekrety, zagadki i drobne obawy
- Wstrząsy

#### 12/92
- Powrót Sinster Six: Grzeszny zakład
- Obrzędy i błędy

#### Podwójne życie pająka
- Wydanie Specjalne, luty 1992

### 1993

#### 1/93
- Powrót Sinster Six: Śmierć z góry
- Śmiertelny lek

#### 2/93
- UROCZYSTOŚĆ albo "Jonah traci zimną krew!"
- W pułapce

#### 3/93
- Utracona moc
- Trudny wybór...

#### 4/93
- Zawód Jonaha
- Ogród wojny

#### 5/93
- Pościg
- Skok milowy

#### 6/93
- Żądza władzy
- Wysoka gorączka

#### 7/93
- Formalności pogrzebowe: Porachunki

#### 8/93
- Zemsta Sinister Six: Bal Przebierańców

#### 9/93
- Zemsta Sinster Six: Długie ręce

#### 10/93
- Dziedzictwo Osbornów

#### 11/93
- Maski cz. 1
- Maski cz. 2

#### 12/93
- Dzikie początki
- Dzikie przymierze

#### Spider-man: Torment
- Mega Marvel 1/93

### 1994

#### 1/94
- Ostatnie Łowy Kravena: Trumna
- Ostatnie Łowy Kravena: Pełzanie

#### 2/94
- Ostatnie Łowy Kravena: Spadek
- Ostatnie Łowy Kravena: Odrodzenie

#### 3/94
- Ostatnie Łowy Kravena: Grom
- Ostatnie Łowy Kravena: Powrót do chwały

#### 4/94
- Ból pędzącego powietrza

#### 5/94
- Niepewność!
- Oszustwo

#### 6/94
- Double infinity
- Dlaczego ja?

#### 7/94
- Oko pumy

#### 8/94
- Dusze Venoma: Cień gromów,
- Dusze Venoma: Ścigając cienie

#### 9/94
- Dusze Venoma: Opowieść o nienawiści
- Dusze Venoma: Ostatnie rytuały

#### 10/94
- Inwazja Spider Zabójców: Na ostrzu skrzydeł
- Inwazja Spider Zabójców: Elektryczne zagrożenie
- Inwazja Spider Zabójców: Ciernie życia

#### 11/94
- Inwazja Spider Zabójców: Jeden klucz nad kukułczym gniazdem
- Inwazja Spider Zabójców: Arachnofobia

#### 12/94
- Finałowa rozgrywka

### 1995

#### 1/95
- Spider-man 2099
- Zmysły: Zmysły cz. 1

#### 2/95
- Zmysły: Zmysły cz. 2
- Zmysły: Zmysły cz. 3

#### 3/95
- Zmysły: Zmysły cz. 4
- Zmysły: Rozwiązanie

#### 4/95
- Sabotaż cz. 1
- Sabotaż cz. 2
- Sabotaż cz. 3

#### 5/95
- Nić Pająka
- Sztuczki umysłu!
- Te niesamowite moce

#### 6/95
- Hope i inni kłamcy
- Burza mózgów

#### 7/95
- Zaufanie
- Zemsta: Zemsta cz. 1

#### 8/95
- Zemsta: Zemsta cz. 2
- Zemsta - konkluzja

#### 9/95
- Podziemne miasto cz. 1
- Podziemne miasto cz. 2

#### 10/95
- Najlepsi wrogowie!

#### 11/95
- Maximum Carnage: Bunt Carnage'a
- Maximum Carnage: Darklight

#### 12/95
- Maximum Carnage: Demony na Broadwayu
- Maximum Carnage: Team Venom

### 1996

#### 1/96
- Maximum Carnage: Za linią!
- Maximum Carnage: Szybko tonąc

#### 2/96
- Maximum Carnage: cz.3
- Maximum Carnage: cz.4

#### 3/96
- Maximum Carnage: Punkt zwrotny
- Maximum Carnage: Miasto grzechu

#### 4/96
- Maximum Carnage: Żołnierze nadziei cz. 8

#### 5/96
- Maximum Carnage: Wojna serc
- Maximum Carnage: Nienawiść, horror i bohater

#### 6/96
- Oszalały Samson
- Szmaragdowa furia

#### 7/96
- Sądny dzień
- Sny o niewinności
- Surowa sprawiedliwość

#### 8/96
- Złodziej życia cz. 1
- Złodziej życia cz. 2

#### 9/96
- Pościg: Smutna prawda
- Pościg: Dawny sen

#### 10/96
- Pościg: Po śladach do celu
- Pościg: Człowiek bez twarzy

#### 11/96
- Wrzask: Otoczeni murem
- Wrzask: Ból stawania się jednością

#### 12/96
- Wrzask: Kokon
- Wrzask: Ci, którzy kochają - ci, którzy nienawidzą

### 1997

#### 1/97
- Moc i Odpowiedzialność: Nadejście cienia
- Moc i Odpowiedzialność: Upadek

#### 2/97
- Moc i Odpowiedzialność: cz.3
- Moc i Odpowiedzialność: Ku wyżynom

#### 3/97
- Ten Drugi: Ponowne narodziny
- Ten Drugi: Bez wyjścia
- Ten Drugi: Kim jestem?
- Ten Drugi: Pochówek
- Ten Drugi: Szukając siebie

#### 4/97
- Powrót Znad Krawędzi...: Wygnańcy
- Powrót Znad Krawędzi...: Wspomnienia

#### 5/97
- Powrót Znad Krawędzi...: Potwory i inni ludzie
- Powrót Znad Krawędzi...: Ostateczny termin

#### 6/97
- Powrót Znad Krawędzi...: Deadmen
- Powrót Znad Krawędzi...: Echa ciszy

#### 7/97
- Powrót Znad Krawędzi...: Dobrana para
- Powrót Znad Krawędzi...: Burze

#### 8/97
- Pajęczyna Śmierci...: Macki
- Pajęczyna Śmierci...: Wabik Spidera

#### 9/97
- Pajęczyna Śmierci...: Czas by żyć!
- Pajęczyna Śmierci...: Schwytany

#### 10/97
- Pajęczyna Śmierci...: Nim się obudzę
- Pajęczyna Śmierci...: Polowanie

#### 11/97
- Pajęczyna Śmierci...: Czas umierać!
- Pajęczyna Śmierci...: Gracze i pionki

#### 12/97
- Gra Pozorów: Zew
- Gra Pozorów: Zmartwychwstanie
- Gra Pozorów: Prawdy i oszustwa

### 1998

#### 1/98
- Gracze i Pionki: Fałszywa prawda
- Gracze i Pionki:Prawdziwe kłamstwa

#### 2/98
- Dar
- The morning after

#### 3/98
- Tragiczne Następstwa
- Plany i marzenia: O wrzaski przyszłości

#### 4/98
- Piętno Kaine'a: Mury
- Piętno Kaine'a: Down in the darkness

#### 5/98
- Piętno Kaine'a: Spider, Spider, who's got the Spider?
- Piętno Kaine'a: The assassin with my face!

#### 6/98
- Krzyżowy ogień
- Krzyżowy ogień: The Future is now

#### 7/98
- Powrót Green Goblina!
- He was such a nice boy

#### 8/98
- Proces Petera Parkera: Opening statements
- Proces Petera Parkera: Judgment at Bedlam

#### 9/98
- Proces Petera Parkera: The truth is out there
- Proces Petera Parkera: The final verdict

#### 10/98
- Maximum Clonage: ...i Szakal krzyczy "ŚMIERĆ"

#### 11/98
- Maximum Clonage: In the name of the father

#### 12/98
- Maximum Clonage: Koniec początku

### 1999
- Heroes Return (Mega Komiks 3/99)

### Ultimate Spider-man

#### 1/02
- Bezsilność

#### 2/02
- Bezsilność cd

#### 3/02
- Wieczne kłopoty

#### 4/02
- Mrzonki

#### 5/02
- Z wielką siłą

#### 6/02
- Lekcje życia

#### 1/03
- Bohater ostatniej akcji

### Amazing Spider-Man

#### 1/03
- Przemiany, dosłownie i w przenośni